# Monica Pick-Hieronimi
Monica Pick-Hieronimi (* 14. Dezember 1943 in Olpe) ist eine deutsche Opernsängerin (Sopran) und Gesangspädagogin.

## Leben
Monica Pick-Hieronimi studierte Gesang bei Dietger Jacob in Köln. Erste Engagements führten sie nach Oberhausen, Klagenfurt und München. Sie war lange Zeit am Nationaltheater Mannheim engagiert und sang dort alle großen Partien des italienischen Belcanto- und Verdi-Fachs, sowie die großen Strauss- (u. a. Ariadne, Marschallin und Kaiserin) und Mozartpartien wie Donna Anna, Contessa und Königin der Nacht.
Sie gastierte an vielen großen Bühnen und Konzerthäusern, u. a. in Hamburg, Berlin, Wien, London, Zürich, Barcelona, Paris, New York und Verona. Als eine der wenigen deutschen Sängerinnen reüssierte sie in Italien in den großen Partien der italienischen Oper, wie Norma, Aida und Abigaille (Nabucco).
Im Konzertfach sang Monica Pick-Hieronimi vor allem die großen Oratorien des 19. Jahrhunderts, z. b.: die Sopranpartien der Missa Solemnis, die Requien von Giuseppe Verdi sowie Antonin Dvora, das Stabat Mater von Rossini und Dvorak.
Seit 1993 ist sie Professorin für Gesang an der Hochschule für Musik Köln. Zu ihren Schülern zählen u. a.: Kerstin Descher, Uwe Tobias Hiermoni, Irmhild Wicking, Chul-Ho Jang, Johannes Mertes.